# Henry-Louis de La Grange
Henry-Louis de La Grange (Parigi, 26 maggio 1924 – Lonay, 27 gennaio 2017) è stato un musicologo e biografo francese.

## Biografia
Nacque a Parigi da madre americana (Emily Sloane) e padre francese (Amaury de la Grange), che fu un senatore, ministro del governo e vice presidente della federazione internazionale dell'aviazione. Henry studiò a Parigi e New York e letteratura all'università della Provenza e alla Sorbona. Dal 1946 al 1947 studiò presso la scuola di musica di Yale e dal 1948 al 1953 privatamente pianoforte a Parigi con Yvonne Lefébure e armonia e analisi con Nadia Boulanger.
La Grange iniziò a lavorare come critico musicale nel 1952, scrivendo articoli per il New York Herald Tribune e il The New York Times, ma anche per riviste come Opera News, Saturday Review, Musical America, e Opus in America, e Arts, Disques, La Revue Musicale, e Harmonie in Francia.
Ascoltò per la prima volta la Sinfonia n. 9 di Gustav Mahler il 20 dicembre 1945 in un concerto presso la filarmonica di New York eseguito da Bruno Walter. Da qui ne diventò un grande ammiratore, ma allora lui non ne sapeva gran che su di lui, e lo stesso Mahler a quei tempi non era noto come lo è adesso. In particolare fu sorpreso dalla durata della sinfonia e il suo stile inusuale, tanto che il suo interesse iniziò a divenire gradualmente una sorta di indagine sulla vita e opere del musicista. Incontrò personalmente la moglie di Mahler nel 1952 e divenne amico della figlia Anna. Continuò le sue ricerche biografiche sul musicista sia in Europa che in America, collezionando molto materiale tanto da possedere il più grande archivio relativo a Mahler nella sua epoca. Questi documenti oggi sono parte della libreria multimediale Médiathèque Musicale Mahler fondata da Maurice Fleuret nel 1986.
Il primo libro sulla vita di Mahler fu pubblicato nel 1973 dalla Doubleday di New York e nel 1974 dalla Gollancz di Londra. Successivamente una versione aggiornata ed espansa fu pubblicata in francese nel 1979 dalla Fayard, seguita da due volumi addizionali nel 1983 e nel 1984, raggiungendo un totale di 3600 pagine. Il materiale aggiuntivo fu pubblicato in seguito in altri tre volumi pubblicati da Oxford Press tra il 1995 e il 2008. Questo lavoro ricevette il premio Deems Taylor nel 1974, il premio per il miglior libro sulla musica in Francia nel 1983 e il Grand Prix de Littérature musicale dall'Académie Charles Cros nel 1984. Il secondo volume pubblicato dalla Oxford Press vinse il premio dalla Royal Philharmonic Society di Londra.
Svolse diverse lezioni su Mahler in diversi stati del mondo, Stati Uniti d'America, Canada, Inghilterra, Svezia, Norvegia, Belgio, Paesi Bassi, Repubblica Ceca, Ungheria, Spagna, Italia, Marocco, Giappone, Hong Kong, Indonesia, Filippine, Australia e Nuova Zelanda.
Ha diretto il festival Les Nuits d'Alziprato in Corsica per cinque anni (1974–1979), e nell'estate del 1986 il festival dedicato a Mahler, presso Dobbiaco in Italia, oltre ad aver presenziato in diversi spettacoli radiofonici e televisivi.
Henry-Louis de La Grange fu consigliere per il ciclo dedicato a Mahler dall'orchestra nazionale di Lione dal 1991 al 1994, e nel 1999 ha organizzato un simposio internazionale presso l'università di Montpellier: Irony in Mahler's Music. Nel 1998 ha trascorso tre settimane come ospite al simposio di San Francisco durante le celebrazioni mahleriane, e fu uno dei primi musicologi europei a tenere una lezione a Pechino.
Oltre ad interessarsi di Gustav Mahler, La Grange ha scritto altri libri anche su altri compositori, come Oskar Fried e Alessandro Poglietti.

## Traduzioni in italiano
Nel gennaio 2011 la biografia di Mahler (l'edizione francese del 2007) è stata tradotta in italiano da Maurizio Disoteo per la prima volta dall'editore EDT di Torino.

## Premi e riconoscimenti
- Titolo di professore dal governo austriaco, 1988
- A collection of Mahler essays by distinguished scholars was published in 1997 as a Festschrift in honor of Henry-Louis de La Grange's seventieth birthday.[10]
- Premio Charles Flint Kellogg dal Bard College,[11] 2002
- Medaglia da ufficiale della Legione Straniera, 2006
- IGMG Vienna, medaglia d'oro Internationale Gustav Mahler Gesellschaft (2010)
- Dottorato in musica dalla Juilliard School, 2010[2][3]
- Österreichisches Ehrenkreuz für Wissenschaft und Kunst 1. Klasse, 2010[12]

## Pubblicazioni
- Mahler, vol. I (1860–1901). Garden City, New York: Doubleday & Co, 1973, 982 pagine, ISBN 9780385005241.
- Mahler, vol. I (1860–1901). London: Gollancz, 1974, 987 pagine, ISBN 9780575016729.
- Gustav Mahler (in francese, 3 volumi):
  - vol. 1: Les chemins de la gloire (1860–1899). Paris: Fayard, 1979, 1149 pagine, ISBN 9782213006611.
  - vol. 2: L'âge d'or de Vienne (1900–1907). Paris: Fayard, 1983, 1278 pagine, ISBN 9782213012810.
  - vol. 3: Le génie foudroyé (1907–1911). Paris: Fayard, 1984, 1361 pagine, ISBN 9782213014685.
- Gustav Mahler (in inglese, 3 volumi addizionali):
  - vol. 2: Vienna: The Years of Challenge (1897–1904). Oxford: Oxford University Press, 1995, 892 pagine, ISBN 9780193151598.
  - vol. 3: Vienna: Triumph and Disillusion (1904–1907). Oxford: Oxford University Press, 2000, 1000 pagine, ISBN 9780193151604.
  - vol. 4: A New Life Cut Short (1907–1911). Oxford: Oxford University Press, 2008, 1758 pagine, ISBN 9780198163879.
- Vienne, une histoire musicale (in francese, 2 volumi):
  - vol. 1: 1100–1848. Arles: Bernard Coutaz, 1990, 261 pagine, ISBN 9782877120081.
  - vol. 2: 1848 à nos jours. Arles: Bernard Coutaz, 1991, 261 pagine, ISBN 9782877120470.
- Vienne, une histoire musicale. Paris: Fayard, 1995, 417 pagine, ISBN 9782213595801 (anche tradotto in tedesco e spagnolo).
- Mahler: A la recherche de l'infini perdu, tradotto in giapponese da Takashi Funayama. Tokyo: Soshiba, 1993, 277 pagine, ISBN 9784794205193.
- Ein Glück ohne Ruh' – Die Briefe Gustav Mahlers an Alma (in tedesco, prima edizione completa), edita con Günther Weiß, e Knud Martner Berlin: Siedler Verlag, 1995, 575 pagine, ISBN 9783886805778.
- Op zoek naar Gustav Mahler [Researching Gustav Mahler], tradotta in olandese da Ernst van Altena. Amsterdam: Landsmeer, Meulenhoff, 1995, 127 pagine, ISBN 9789029049320.
- Gustav Mahler: Letters to his Wife, ed. Henry-Louis de La Grange, Güther Weiß, e Knud Martner, tradotta in inglese da Antony Beaumont. Ithaca: Cornell University Press, 2004, 431 pagine, ISBN 9780801443404.